# 671 (tal)
671 är det naturliga heltal som följer 670 och följs av 672.

## Matematiska egenskaper
- 671 är ett udda tal.
- 671 är ett semiprimtal[1].
- 671 är ett sammansatt tal.
- 671 är ett glatt tal.
- 671 är ett Tetradekagontal.

## Inom vetenskapen
- 671 Carnegia, en asteroid.